# Dynamite Boy
I Dynamite Boy sono stati un gruppo musicale statunitense formatosi nel 1995 ad Austin, Texas, e scioltosi nel 2005. Si sono tuttavia riuniti più di una volta per alcuni concerti occasionali.

## Formazione

### Ultima
- Sean Neil – voce, chitarra (1995-2005)
- Adrian Munoz – basso, voce secondaria (1999-2005)
- Dusty Kohn – chitarra, voce secondaria (2003-2005)
- Sam Rich – batteria (2003-2005)

### Ex componenti
- Andrew Leeper – chitarra, voce secondaria (1995-2002)
- Scott Williams – batteria (1995-2002)
- Matt Greco – basso (1995-1998)

## Discografia

### Album in studio
- 1998 – Hell Is Other People
- 1999 – Finder's Keeper's
- 2001 – Somewhere in America
- 2004 – Dynamite Boy

### Raccolte
- 2008 – Time Flies

### EP
- 2001 – Devoted

### Split
- 2003 – Dynamite Boy vs. Cruserweight (con i Cruiserweight)